# Pierre Arpaillange
Pierre Arpaillange (Carlux, 13 marzo 1924 – Le Cannet, 11 gennaio 2017) è stato un magistrato e politico francese.

## Eminenza grigia al ministero della Giustizia
Entrato in magistratura nel 1949, dopo essere stato giudice e sostituto procuratore della Repubblica in vari tribunali, diventò funzionario del ministero della Giustizia nel 1965, all'interno del quale avrà ruoli di grosso rilievo (direttore di gabinetto del ministro, direttore degli affari penali e di grazia, eccetera). In pratica era lui a dirigere il ministero da dietro le quinte, e questo indipendentemente dal fatto che le sue idee politiche, notoriamente progressiste, non coincidessero sempre con quelle del ministro in carica. Lasciò il Ministero nel 1974, anno in cui venne promosso consigliere di cassazione.

## Procuratore generale della cassazione
Nel maggio 1981 sostenne la candidatura alla presidenza della Repubblica di Marie-France Garaud, ex eminenza grigia di Georges Pompidou e di Jacques Chirac. Una volta eletto François Mitterrand, questi lo nominò procuratore generale di Parigi nel 1981 e procuratore generale della cassazione nel 1984.

## Ministro della Giustizia di Mitterrand
Dal 12 maggio 1988 fu Guardasigilli, Ministro della Giustizia, nel primo e nel secondo governo di Michel Rocard. Si troverà ad affrontare momenti durissimi, a causa dell'entrata in stato di agitazione della magistratura e del personale penitenziario, e anche del dilemma della portata dell'amnistia da concedere ai politici colpevoli del reato di finanziamento illecito.

## Primo presidente della Corte dei conti
Si dimise dal governo il 1º ottobre 1990, per essere nominato il giorno successivo primo presidente della Corte dei conti, di cui avrebbe contribuito allo svecchiamento di molte procedure. Lascerà l'incarico il 13 marzo 1993, per raggiunti limiti di età. Da allora fu primo presidente onorario. Venne insignito di numerose decorazioni, fra cui quella di grande ufficiale della Legion d'onore.

## Morte
Muore in una casa di riposo all'età di 92 anni, l'11 gennaio 2017.

## Curiosità
- Con i suoi completi bleu marine e le sue camicie a righe grosse, e grazie anche alla figura snella e alla grande compostezza della sua persona, Pierre Arpaillange fu una delle personalità più eleganti della presidenza Mitterrand.